# تاورانجا
تاورانجا (بالماورية: Tauranga-moana‏) هي مدينة، في نيوزيلندا، تقع في إقليم خليج بانتي، بلغ عدد سكانها 109,539 نسمة وذلك حسب إحصائيات سنة 2013، تبلغ مساحتها 168 كيلومتر مربع، رمزها البريدي هو 3110, 3112, 3116, 3118.

## المناخ
يظهر الجدول التالي التغييرات المناخية على مدار السنة لتاورانجا:
| البيانات المناخية لـتاورانجا       | البيانات المناخية لـتاورانجا | البيانات المناخية لـتاورانجا | البيانات المناخية لـتاورانجا | البيانات المناخية لـتاورانجا | البيانات المناخية لـتاورانجا | البيانات المناخية لـتاورانجا | البيانات المناخية لـتاورانجا | البيانات المناخية لـتاورانجا | البيانات المناخية لـتاورانجا | البيانات المناخية لـتاورانجا | البيانات المناخية لـتاورانجا | البيانات المناخية لـتاورانجا | البيانات المناخية لـتاورانجا |
| الشهر                              | يناير                        | فبراير                       | مارس                         | أبريل                        | مايو                         | يونيو                        | يوليو                        | أغسطس                        | سبتمبر                       | أكتوبر                       | نوفمبر                       | ديسمبر                       | المعدل السنوي                |
| ---------------------------------- | ---------------------------- | ---------------------------- | ---------------------------- | ---------------------------- | ---------------------------- | ---------------------------- | ---------------------------- | ---------------------------- | ---------------------------- | ---------------------------- | ---------------------------- | ---------------------------- | ---------------------------- |
| متوسط درجة الحرارة الكبرى °م (°ف)  | 24.0 (75.2)                  | 24.0 (75.2)                  | 22.5 (72.5)                  | 19.9 (67.8)                  | 17.4 (63.3)                  | 15.1 (59.2)                  | 14.5 (58.1)                  | 15.0 (59.0)                  | 16.6 (61.9)                  | 18.1 (64.6)                  | 20.1 (68.2)                  | 22.3 (72.1)                  | 19.1 (66.4)                  |
| المتوسط اليومي °م (°ف)             | 19.4 (66.9)                  | 19.6 (67.3)                  | 18.0 (64.4)                  | 15.5 (59.9)                  | 13.2 (55.8)                  | 10.8 (51.4)                  | 10.2 (50.4)                  | 10.7 (51.3)                  | 12.3 (54.1)                  | 13.9 (57.0)                  | 15.8 (60.4)                  | 18.0 (64.4)                  | 14.8 (58.6)                  |
| متوسط درجة الحرارة الصغرى °م (°ف)  | 14.8 (58.6)                  | 15.3 (59.5)                  | 13.5 (56.3)                  | 11.0 (51.8)                  | 9.0 (48.2)                   | 6.6 (43.9)                   | 5.9 (42.6)                   | 6.4 (43.5)                   | 8.0 (46.4)                   | 9.7 (49.5)                   | 11.4 (52.5)                  | 13.6 (56.5)                  | 10.4 (50.7)                  |
| الهطول مم (إنش)                    | 76.0 (2.99)                  | 86.6 (3.41)                  | 92.7 (3.65)                  | 120.9 (4.76)                 | 105.7 (4.16)                 | 115.7 (4.56)                 | 127.4 (5.02)                 | 112.3 (4.42)                 | 87.6 (3.45)                  | 90.4 (3.56)                  | 75.3 (2.96)                  | 90.3 (3.56)                  | 1٬180٫9 (46.49)              |
| متوسط أيام هطول الأمطار (≥ 1.0 mm) | 6.4                          | 7.0                          | 8.0                          | 8.4                          | 8.6                          | 10.9                         | 11.5                         | 11.8                         | 10.4                         | 10.3                         | 9.1                          | 8.2                          | 110.4                        |
| متوسط الرطوبة النسبية (%)          | 74.4                         | 77.7                         | 77.7                         | 80.4                         | 83.3                         | 85.5                         | 84.1                         | 81.9                         | 77.4                         | 75.2                         | 73.4                         | 74.8                         | 78.8                         |
| ساعات سطوع الشمس الشهرية           | 261.5                        | 217.3                        | 214.0                        | 183.9                        | 165.3                        | 135.4                        | 151.0                        | 173.4                        | 174.1                        | 212.7                        | 224.2                        | 232.7                        | 2٬345٫6                      |
| المصدر: NIWA Climate Data          |                              |                              |                              |                              |                              |                              |                              |                              |                              |                              |                              |                              |                              |

## مدن توأم
المدن التوأم:
- سان بيرناردينو، كاليفورنيا.

## أعلام
- باري رسل جونز
- ليزا كارينجتون
- تايلر بويد
- ديفيد كولينز
- آرثر ستابس
- ليه مونرو
- كان ويليامسون
- تشارلز بينيت
- أوليفيا تشانس
- توني لوكهيد